# Фотогальванічний елемент
Фотогальванічний елемент (англ. photogalvanic cell, рос. фотогальванический элемент) — електрохімічний елемент, в якому зміни струму або напруги є результатом фотохімічно генерованих змін відносних концентрацій реактантів у розчині, де знаходиться окисно-відновний електрод. 